# 李相和
李 相和（イ・サンファ、朝鮮語: 이상화、1901年4月5日 - 1943年4月25日）は朝鮮の詩人。
本貫は慶州李氏。号は無量（ムリャン、무량）、想華または尚火（サンファ、상화）、白唖（ペガ、백아/白啞）。
兄は独立運動家で、大韓民国臨時政府において軍務部長秘書室補佐官を務めた李相定。弟はバスケットボール選手で社会学者の李相佰と作家の李相旿。

## 略歴
慶尚北道大邱市西門路生まれ。幼い頃に父を亡くしてからは、伯父の世話で私塾に通い、読み書きや漢文を修めた。14歳のとき、上京し、中央学校の中等課程に入り、修了した他後、故郷に戻った。1918年の夏、李は旅に出る。金剛山から江原道一帯をさすらい、家に戻ったのは6ヶ月後であった。この旅は李にとって、生きる意味、人生を考える旅であったらしい。「我が寝室へ (나의 침실로)」（1923）はこの放浪の旅の中で完成させたものと述べている。
1919年3月1日、李が18になる年に三・一運動が起こる。李はこの運動に呼応し、白基萬と共に同月8日、大邱で独立運動を起こした。その後、朝鮮総督府の検挙を逃れてソウルに隠れ、同郷の友人である、延禧専門学校に通う声楽家の朴泰元のところに身を寄せる。この頃から、祖国の運命に悲観し、酒に酔うようになった。
1919年陰暦10月、人に勧められるまま、公州の名門である徐漢輔の娘、徐順愛と結婚する。実は李には密かに思いを寄せていた女性がいた。慶尚南道出身の孫畢蓮という女性で、独立運動の同士でもあり、李はこの女性とかなり親しい関係であったという。
1923年、渡日し、東京のアテネ・フランセに通う。李は東京に留学することが目的ではなく、フランスへ行く足がかりにするためであった。朝鮮総督府から要視察人物とされていたため、ソウルからフランスへ行くことはできなかった。アテネ･フランセでフランス語を学びながら機会をうかがっていたが、その年の9月に関東大震災が発生し、東京に住む朝鮮人が大迫害を受け、李も留学どころではなくなってしまう。翌年1924年春に帰国することになった。東京にいた頃、柳宝華という女性と恋人の仲になったという。柳宝華は後の1926年肺病にかかり、李の膝に顔を伏せて死んだ。
ソウルに戻った李は、嘉会洞の翠雲亭に住み、詩作に没頭した。「金剛　頌天」「逆天」「別離」などはこの頃の作品である。また、この頃、李は相当の酒豪であったと言われる。1925年、KAPFの設立に参加する。1927年、故郷の大邱に戻る。李は常に官憲に監視され、やがてそうした圧力が李の精神を壊し、酒と女に溺れ堕落していく。1934年まで、1篇の詩も発表されなかった。
1935年、中国に渡り、独立運動を起こしている兄の相定に会った。そのまま、1年ほど中国を遊覧し、1936年に帰国した。帰国した李を、朝鮮総督府はスパイ容疑で逮捕、20余日にわたり拷問した。この拷問で李の身体は極度に衰弱し、その後、回復することもなかった。
1936年から40年まで、嶠南学校で教育や文化活動に取り組む。1940年からは再び筆を執り、『春香伝』の英訳や『国文学史』、『フランス詩』などの評訳を出す予定をしていた。しかし、それらを完成させることもなく1943年、衰弱しきった李は床に伏せ、陰暦3月21日朝8時、夫人の傍で息を引き取った。李の遺骸は慶尚北道達城郡花園面別里1区の月城李氏の墓地に埋葬された。1943年、白基萬や徐東辰など同郷の友人らの提議で、朝鮮総督府の目を避けるため「詩人白唖李公諱相和之墓」とだけ刻まれた墓碑が建った。戦後、金素雲の提唱で大邱市の達城公園に「尚火詩碑」が建てられた。

## 作品
· 빼앗긴 들에도 봄은 오는가?
(奪われた野にも春は来るのか)
지금은 남의 땅― 빼앗긴 들에도 봄은 오는가?
(今は他人の土地- 奪われた野にも春は来るのか)
나는 온몸에 햇살을 받고
(私は全身に日の光を浴びて)
푸른 하늘 푸른 들이 맞붙은 곳으로
(青い空、緑の原野が付いているとこへ)
가르마 같은 논길을 따라 꿈 속을 가듯 걸어만 간다.
(分け目のような田圃道に沿って夢の中を行くように歩いていく 。)
입술을 다문 하늘아, 들아,
(口をつぐんでいる空よ、 野原よ 、)
내 맘에는 내 혼자 온 것 같지를 않구나!
(私の心には私一人で来たようではないね!)
네가 끌었느냐, 누가 부르더냐. 답답워라, 말을 해 다오.
(君が集めたのか 、 誰が歌っていたか 。 息苦しく、話をしてくれて。)
바람은 내 귀에 속삭이며
(風は、自分の耳にささやきながら)
한 자욱도 섰지 마라, 옷자락을 흔들고.
(一ジャウクも立ったな、裾を振って。)
종다리는 울타리 너머 아씨같이 구름 뒤에서 반갑다 웃네.
(ヒバリは垣根越しアシのように雲の後ろで嬉しいと笑う。)
고맙게 잘 자란 보리밭아,
(ありがたくよく育った麦畑、)
간밤 자정이 넘어 내리던 고운 비로
(夜に自浄を超え、降っていたきれいな雨で)
너는 삼단 같은 머리털을 감았구나, 내 머리조차 가뿐하다.
(君は緑の黒髪の毛を閉じたよ、 私の頭さえ軽い。)
혼자라도 가쁘게나 가자.
(一人でも苦しそうに行こう。)
마른 논을 안고 도는 착한 도랑이
(乾いた田んぼを抱えている善良な溝が)
젖먹이 달래는 노래를 하고, 제 혼자 어깨춤만 추고 가네.
(赤ん坊をあやす歌を歌って、 自分一人で肩ダンスばかり踊ってしまうのね。)
나비 제비야 깝치지 마라.
(蝶,燕だカプチな。)
맨드라미 들마꽃에도 인사를 해야지.
(ケイトウ、野花にも挨拶をしなければならない。)
아주까리 기름을 바른 이가 지심 매던 그 들이라 다 보고 싶다.
(ヒマシ油を塗った人がジシムメたその野原なので全部見たい。)
내 손에 호미를 쥐어 다오.
(私の手にくわを握ってくれ。)
살진 젖가슴과 같은 부드러운 이 흙을
(太った乳房のような柔らかいこの土を)
발목이 시도록 밟아도 보고, 좋은 땀조차 흘리고 싶다.
(足首がすっぱくなるほど踏んでも報告、 良い汗を流したい。)
강가에 나온 아이와 같이,
(川辺に出た子供と一緒に、)
짬도 모르고 끝도 없이 닫는 내 혼아
(間も知らずに最後もなしに追い込まれる私の魂よ)
무엇을 찾느냐, 어디로 가느냐, 웃어웁다, 답을 하려무나.
(何を捜すか、 どこに行くのか、 おかしい、 答えをしなさい。)
나는 온몸에 풋내를 띠고,
(私は全身にプッネを帯びて、)
푸른 웃음 푸른 설움이 어우러진 사이로
(青い笑い、青い悲しさが調和しな仲に)
다리를 절며 하루를 걷는다. 아마도 봄 신령이 지폈나 보다.
(足を引きずって一日を歩く。 おそらく春神霊がつけたようだ。)
그러나, 지금은― 들을 빼앗겨 봄조차 빼앗기겠네.
(しかし、今は- 野原を奪われ、春さえ奪われね。)

## 年譜
- 1901年4月5日、慶尚北道大邱市西門路に生まれる。
- 1915年、ソウルの中央学校に入学。桂洞32番地の銭鎮漢宅に下宿。
- 1918年、中央学校を修了し帰郷。金剛山など江原道一帯を旅する。
- 1919年、三・一運動に参加。検挙を逃れてソウルに隠れる。西大門区冷洞92番地、声楽家の朴泰元のところに下宿。
- 1919年陰暦10月、公州の徐漢輔の娘、順愛と結婚。
- 1922年、『白潮』の同人になる。同誌創刊号に「末世の唏嘆」という詩を載せて文壇にデビューする。
- 1923年、渡日。東京のアテネ・フランセに通いフランス語を修める。
- 1924年、帰国。ソウル、嘉会洞の翠雲亭に住み、白潮派の人達と交遊を深める。
- 1926年、傾向派に同調し始める。
- 1926年、長男、龍熙が生まれる。
- 1927年、帰郷。
- 1934年、朝鮮日報の慶北総局を経営。
- 1934年、次男、忠熙が生まれる。
- 1935年、中国に渡り、兄の相定に会う。
- 1936年、帰国。スパイ容疑で朝鮮総督府に拘束され。
- 1936年、嶠南学校の講師を勤める（～1940）
- 1940年、『春香伝』を英訳（未完）。
- 1943年4月25日午前8時、自宅にて死去。